# تاینن (تگزاس)
تاینن، تگزاس (به انگلیسی: Tynan, Texas) یک منطقهٔ مسکونی در ایالات متحده آمریکا است که در شهرستان بی، تگزاس واقع شده‌است.

## خصوصیات
تاینن ۸٫۹ کیلومترمربع مساحت و ۳۰۱ نفر جمعیت دارد و ۵۱ متر بالاتر از سطح دریا واقع شده‌است.